# Otto Spindler
Otto Spindler (Bristown, Sudáfrica, 28 de febrero de 1898 - Altos, Paraguay 1966) fue un teniente de navío y comerciante sudafricano, radicado en Paraguay.

## Biografía
Hacia la Primera Guerra Mundial se enrola en la Marina, llegando a teniente de navío. 
Recibe como reconocimiento de haber participado en la Primera Guerra Mundial, la '"Cruz de Honor para Combatientes" en la fecha de 5 de julio de 1934, en nombre del Führer y Kansiller Alemán. En enero de 1927, termina sus estudios y se recibe de Comerciante Diplomado, según Documento de la Universidad de Frankfurt A.M. con fecha de 30. de julio de 1923, luego se casa con Gertrude Herrmann Authenriet y nace su primer hijo Harald Spindler, 1927 en Bochum y hacia 1927 se muda al Paraguay con su familia, acompañando a sus parientes políticos, los que ya se mudaron, en 1920 al Paraguay.
Allí manejó una propiedad de 100 ha. Se integra a la comunidad germana y fomenta su cultura en Altos. Además ayuda a la emigración de muchos alemanes al país guaraní. Por ello, el gobierno alemán lo distingue con la '"Cruz de Méritos por la cinta"' por servicios distinguidos. Según documento del 13 de marzo de 1959, de la ciudad de Bonn y firmado por el Presidente de Alemania.
En 1929 fue elegido por primera vez presidente de la Sociedad Alemana Patria. Desde 1934 hasta 1945 y 1952 hasta 1957 fue elegido nuevamente como presidente de la Asociación Alemana Patria (según consta en el libro de acta de la Sociedad Alemana Patria). Ejerció 17 años el cargo de presidente. En el año 1957 fue nombrado Presidente Honorífico de la Sociedad Alemana Patria. 